# Lithurgik

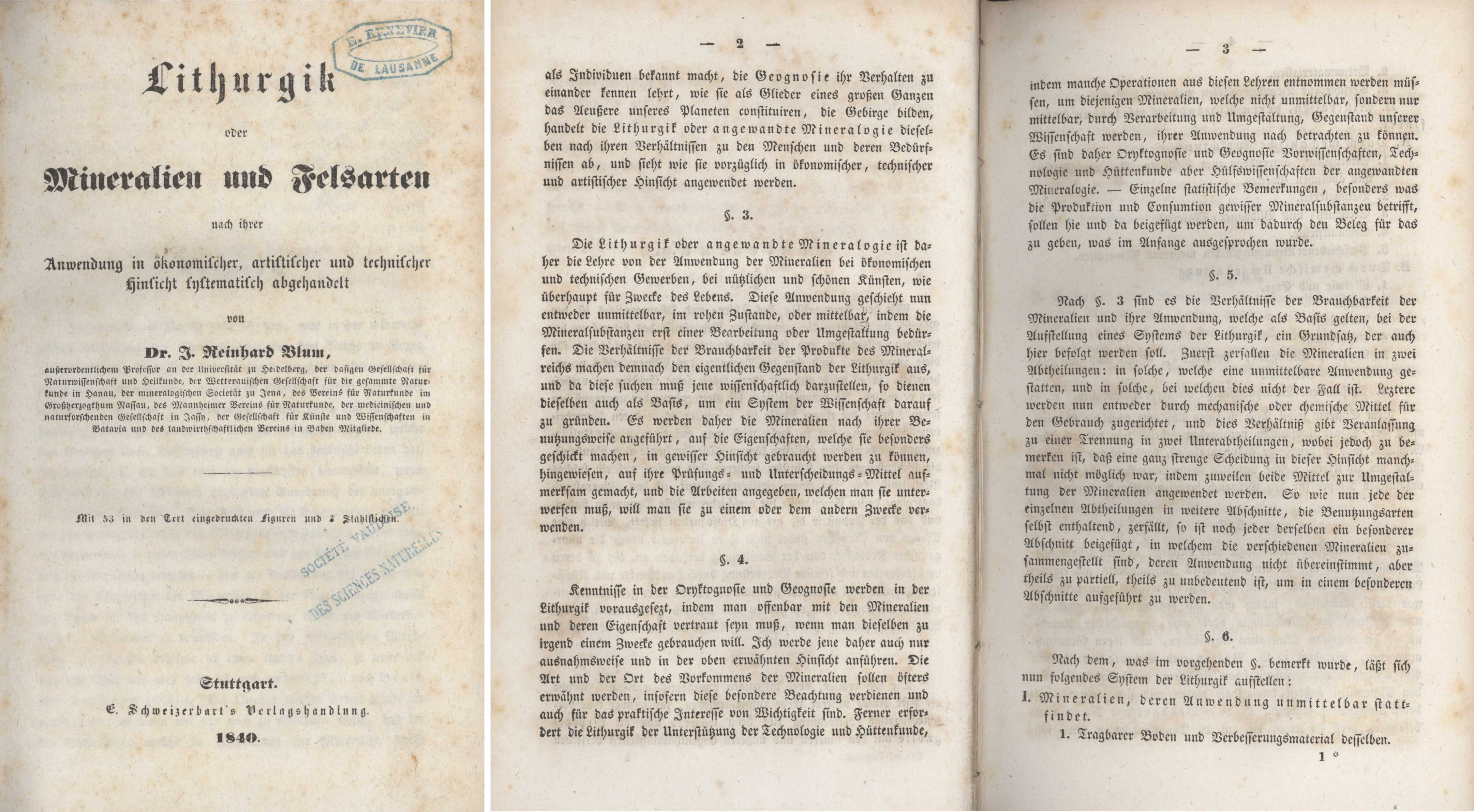
Definition der Lithurgik nach J. Reinhard Blum

Lithurgik (von griechisch λιθουργική lithurgikḗ, deutsch ‚die Fertigkeit, Steine zu bearbeiten [im weitesten Sinne]‘; zu λιθουργός lithourgós, deutsch ‚Steinmetz, Steinarbeiter [im weitesten Sinne]‘, von λίθος líthos, deutsch ‚Stein‘, und der Endung -ουργός -ourgós/-urgos für jemanden, der eine Tätigkeit ausführt, vergleiche -urg) ist die Lehre von der Verwendung und Bearbeitung von Gestein und Mineralien.
Lithurgik war im 18. und 19. Jahrhundert eine gängige Bezeichnung, ist heute aber nicht mehr üblich. Es wurden damit alle Aspekte der Gewinnung, Verarbeitung und Veredlung von mineralischen Bodenschätzen umrissen. Seine Bedeutung erstreckte sich auf Bergbau, Gesteinsgewinnung, Gesteinskunde, Bodenkunde sowie Brennmaterialien, Mineralien, Mineralfarben, Bau- und Dekorationsgesteine sowie deren Verarbeitungen in kunsthandwerklicher, handwerklicher und technischer Hinsicht.